# Need for Speed: Shift
Need for Speed: Shift (с англ. — «Жажда скорости: Сдвиг», стилизованно NEED FOR SPEED SHIFT) — компьютерная игра серии Need for Speed в жанре автосимулятор, разработанная Slightly Mad Studios и EA Bright Light и изданная компанией Electronic Arts для игровых приставок, персональных компьютеров и мобильных устройств в 2009 году. Геймплей Shift сосредоточен на симуляции, а не на аркадных гонках, как в предыдущих играх.
Need for Speed: Shift получила в целом позитивные отзывы от журналистов.
За Shift последовало продолжение Shift 2: Unleashed в 2011 году.
С 2021 года Shift больше нельзя купить ни в одном интернет-магазине.

## История разработки
После недостаточно высоких оценок Need for Speed: Undercover, было решено поручить разработку очередной части другой команде — Slightly Mad Studios, часть сотрудников ранее работали над автосимуляторами GT Legends и GTR 2. Официальный анонс состоялся 4 марта 2009 года.
Согласно заявлениям разработчиков, особое внимание при разработке уделялось реалистичному управлению автомобилей. Создатели игры делают акцент на «симуляторную» часть: было сказано, что в игре будет реализована новая система впрыска закиси азота, которую можно будет гибко настраивать, настройки «поведения» и мощности автомобиля станут намного детальнее, чем раньше. Будет доступен выбор аэродинамических компонентов, шин и тормозов, дифференциала, а также настройка коробки передач до участия в гонке.
21 сентября 2009 года была выпущена демоверсия игры для PC, а 1 октября — для игровых консолей. 9 октября 2009 года игра стала доступна в магазине цифровой дистрибуции Steam. 16 октября 2009 года компания Electronic Arts объявила некоторые подробности выхода игры на iPhone: в игре будет около 20 машин и 28 трасс.
23 ноября 2009 года компания Electronic Arts анонсировала выход нового дополнения к игре под названием Team Racing. Первоначально было заявлено, что оно появится только на PlayStation 3 и Xbox 360, однако 2 декабря на официальном сайте появилось сообщение о выпуске патча Team Racing для персональных компьютеров. Отличительной особенностью этого дополнения стало добавление в игру командного режима. Игроки получили возможность объединяться в группы до 6 игроков. Кроме того, в игру были добавлены новые автомобили.
16 февраля 2010 года для Xbox 360 вышло дополнение Ferrari DLC, которое добавило в игру некоторые автомобили марки Ferrari.
18 марта Electronic Arts выпустила новое дополнение к игре — Exotic Racing Series. Данное дополнение вышло лишь на PlayStation 3 и Xbox 360, включает в себя 7 автомобилей и 1 новый трек.

## Игровой процесс
Помимо многопользовательского режима, игра содержит «классический» режим карьеры, рассчитанный на одного игрока. В нём нашлось место не только набору из разных типов соревнований, но и спецзаданиям, которые гонщик получает во время заезда: например, игрока могут заставить обогнать какую-то из машин на трассе. Есть и накопление денег с целью купить новое авто — при этом лучшие болиды появляются лишь во второй половине.
Игра в режиме карьеры и по сети будет состоять как из знаменитых реалистичных трасс серии Гран-при, так и из придуманных разработчиками городских маршрутов.
В начале игрок проезжает пробный трек на BMW M3, затем зарабатывает свой первый капитал на первом заезде, далее игрок должен пройти четыре уровня, в которых есть гонки разных типов. При этом в некоторых случаях существуют ограничения, например в турнире Европейских машин могут участвовать только Европейские машины. Во многих турнирах есть свои лидеры. Когда игрок получает нужное кол-во звёзд для 5 уровня, он сможет принять участие в Мировом турнире NFS Live. Победив, он получит BMW M3 на которой был первый пробный трек.
В Need for Speed: Shift всего 16 типов гонок, включая дрифтинг, который является одним из ключевых компонентов в режиме карьеры. Ключевой особенностью является вид из кабины, свойственный таким симуляторам, как GTR 2. В оригинальной серии Need for Speed вид из кабины гонщика последний раз был реализован в пятой части игры, Need for Speed: Porsche. При виде из кабины игрок может наклонять голову, выглядывать из окна и всматриваться в зеркала бокового и заднего вида.
Автомобильный тюнинг — одна из важных особенностей всей серии Need for Speed, позволяющая придать индивидуальные штрихи автомобилю игрока. Характеристики автомобиля можно будет изменять как с помощью кузовных работ, так и посредством установки комплектов запчастей и замены отдельных деталей.
В феврале 2010 года EA выпустила пакет DLC Ferrari для Xbox 360, который содержит 10 автомобилей Ferrari, а также расширяет режим карьеры Shift за счет 46 новых специальных задач Ferrari, разработанных для автомобилей Ferrari, включая горячие круги, элиминаторы, гонки на выносливость и мировое турне. Идеальный пакет Ferrari дополняется дополнительными 125 игровыми очками в качестве награды за выполнение различных задач. Доступно на Xbox 360 за 800 баллов Microsoft. Доступные модели Ferrari включают 575 Superamerica, F430 Scuderia Spider 16M, California, 599 GTB Fiorano, F430 Spider, 430 Scuderia, F430 GTC, F430 Challenge, F50 GT и Ferrari FXX. Exotic Racing Pack также был выпущен для PS3 и Xbox 360, в который вошли такие автомобили, как McLaren MP4-12C, BMW M1, Gumpert Apollo, Acura NSX, Alfa Romeo 8C Competizione, Maserati GranTurismo S и Mercedes Benz SLR McLaren.

## Музыка
Главным композитором игры выступил Мик Гордон. Впервые в истории серии официальный саундтрек содержит композицию российско-украинской рок-группы «TOKiO». Специально для игры ими была записана песня «Догоним».
| №   | Название                                                             | Исполнитель            | Длительность |
| --- | -------------------------------------------------------------------- | ---------------------- | ------------ |
| 1.  | «Kalemba (Wegue-Wegue)» (feat. Pongolove)                            | Buraka Som Sistema     |              |
| 2.  | «Pieces» (feat. Plan B)                                              | Chase & Status         |              |
| 3.  | «Ghosts N Stuff»                                                     | Deadmau5               |              |
| 4.  | «Anything 'Cept the Truth»                                           | Eagles of Death Metal  |              |
| 5.  | «Insight (The Nextmen Remix)» (feat. Asheru)                         | Fort Knox 5            |              |
| 6.  | «I Dread the Night»                                                  | Gallows                |              |
| 7.  | «This Time We Stand»                                                 | In Case of Fire        |              |
| 8.  | «Pull Up»                                                            | Jamal                  |              |
| 9.  | «Paranoid (Part 2)»                                                  | Kanye West             |              |
| 10. | «Underdog»                                                           | Kasabian               |              |
| 11. | «The Streets are Ours»                                               | The King Blues         |              |
| 12. | «Te Convierto»                                                       | Mala Rodriguez         |              |
| 13. | «Mean Street»                                                        | Mando Diao             |              |
| 14. | «Click Click» (feat. E-40)                                           | MSTRKRFT               |              |
| 15. | «Whachadoin?» (feat. Spank Rock, M.I.A., Santigold, and Nick Zinner) | N.A.S.A.               |              |
| 16. | «Run With the Wolves»                                                | The Prodigy            |              |
| 17. | «Lost Weekend» (feat. Mike Patton)                                   | The Qemists            |              |
| 18. | «Transmitter»                                                        | Regular John           |              |
| 19. | «Under Control»                                                      | Rootbeer               |              |
| 20. | «Electro411 (Lies in Disguise Mix)»                                  | Shinichi Osawa         |              |
| 21. | «Baditude»                                                           | Spoon Harris & Obernik |              |
| 22. | «Dogonim»                                                            | TOKiO                  |              |
| 23. | «Oh What Have You Done»                                              | Twisted Wheel          |              |
| 24. | «High Life» (feat. Sway)                                             | Two Fingers            |              |

## Технические проблемы в игре
- В версии для Xbox 360 игра периодически пыталась соединиться не с Xbox Live, а с PlayStation Store[27].

## Оценки и мнения
| Сводный рейтинг    | Сводный рейтинг                                                                 |
| Агрегатор          | Оценка                                                                          |
| ------------------ | ------------------------------------------------------------------------------- |
| GameRankings       | 93,17 % (iOS) 83,59 % (PS3) 82,84 % (X360) 82,36 % (ПК) 70 % (BB) 69,60 % (PSP) |
| Metacritic         | 94/100 (iOS) 84/100 (PS3) 83/100 (X360) 83/100 (PC) 69/100 (PSP)                |
| Иноязычные издания |                                                                                 |
| Издание            | Оценка                                                                          |
| Eurogamer          | 7/10 (ПК/PS3/X360)                                                              |
| Game Informer      | 8/10                                                                            |
| GamePro            | 4/5                                                                             |
| GameSpot           | 7/10                                                                            |
| GameSpy            | 5/5                                                                             |
| GameTrailers       | 9,1/10                                                                          |
| IGN                | 9/10 (PS3)                                                                      |
| OPM                | 9/10 (PS3)                                                                      |
| OXM                | 9/10 (X360)                                                                     |
| TeamXbox           | 9/10                                                                            |
| VideoGamer         | 8/10                                                                            |
| X-Play             | 5/5                                                                             |

Need for Speed: Shift получила в целом позитивные отзывы от журналистов. Критики хвалили реалистичное поведение автомобилей на трассе, качественную графику и режимы. На сайте Metacritic средняя оценка игры составляет 94/100 в версии для iOS, 84/100 для PlayStation 3, 83/100 для Xbox 360 и ПК, 69/100 для PlayStation Portable. Схожая статистика опубликована на GameRankings: 93,17 % для iOS, 83,59 % для PlayStation 3, 82,84 % для Xbox 360, 82,36 для ПК, 70 % для BlackBerry и 69,60 % для PlayStation Portable. В первую же неделю после выхода игра заняла первое место в чартах Великобритании. Игра победила в номинации «Рейсинг года» (2009) журнала Игромания.
IGN присвоил ему 9 баллов из 10, среди прочего, сославшись на невероятные впечатления от вождения и отличные звуковые эффекты. IGN также присудил ему награду «Выбор редакции». Официальный журнал Xbox Magazine наградил Shift 9/10, заявив, что у него отличный обзор для водителя; глубокий, захватывающий режим карьеры с большим разнообразием и множеством опций; острые многопользовательские гонки засчитываются в одиночную карьеру. Официальный журнал Xbox Magazine также номинировал его на премию «Выбор редакции». Eurogamer поставил ей 7/10, отметив также, что она может составить хорошую конкуренцию другим гоночным играм-симуляторам, таким как Gran Turismo и Forza Motorsport.
Need for Speed: Shift было продано более 3 миллионов копий в США в сентябре 2021 года.